# Clas-Olof Selenius
Clas-Olof Selenius, född 28 september 1922 i Helsingfors, död 10 september 1991 i Uppsala, var en finländsk matematiker och vetenskapshistoriker.
Selenius blev filosofie doktor 1961. Doktorsavhandlingen Konstruktion und Theorie halbregelmässiger Kettenbrueche mit idealer relativer Approximation skrevs under handledning av Heinz Lübbig. Selenius verkade 1966–1983 som universitetslektor i Uppsala och var 1975–1979 biträdande professor i matematisk didaktik vid Åbo Akademi. Som forskare ägnade han sig framförallt åt talteori, forntida indisk matematik och svensk historia.
Selenius var aktiv inom Finlandssvenskarnas riksförbund i Sverige och deltog bland annat i amatörteaterverksamhet i sin västnyländska hembygd.